# 887.
◄ | 8. stoljeće | 9. stoljeće | 10. stoljeće | ►
◄ | 850-ih | 860-ih | 870-ih | 880-ih | 890-ih | 900-ih | 910-ih | ►
◄◄ | ◄ | 884. | 885. | 886. | 887. | 888. | 889. | 890. | ► | ►►
Astronomija • Književnost • Kršćanstvo • Pravo • Promet

## Događaji
- Petar I. Kandijan (tal. Pietro I. Candiano) je izabran za mletačkog dužda.
- Pomorska bitka kod Makarske 18. rujna 887. između hrvatske Neretvanske kneževine i Mletačke Republike

## Vanjske poveznice
|  | Zajednički poslužitelj ima još gradiva o temi 887. |